# 小胡颓子
小胡颓子（学名：Elaeagnus schlechtendalii）为胡颓子科胡颓子属下的一个种。

## 扩展阅读
維基物種上的相關：小胡颓子